# Erechthias symmacha
Erechthias symmacha är en fjärilsart som beskrevs av Edward Meyrick 1893. Erechthias symmacha ingår i släktet Erechthias och familjen äkta malar. Inga underarter finns listade i Catalogue of Life.